# Atrapado en el tiempo (película de 1998)
Atrapado en el tiempo (título original: Evidence of Blood) es un telefilme estadounidense de drama, suspenso y misterio de 1998, dirigido por Andrew Mondshein, escrito por Dalene Young, está basado en un libro de Thomas H. Cook, musicalizado por Mason Daring, en la fotografía estuvo Philip Linzey y los protagonistas son David Strathairn, Mary McDonnell y Sean McCann, entre otros. Este largometraje fue producido por MGM Television y se estrenó el 13 de abril de 1998.

## Sinopsis
Un premiado autor de historias de crímenes reales vuelve a la ciudad donde nació, una vez allí investiga un caso de hace 40 años, el homicidio de un adolescente.